# Szeryf (film)
Szeryf (ang. Lawman) – amerykański western z 1971 roku w reżyserii Michaela Winnera. Główną rolę zagrał Burt Lancaster, a na ekranie partnerowali mu m.in. Robert Ryan, Lee J. Cobb i Robert Duvall. Zdjęcia kręcono na terenie meksykańskich stanów Sonora i Zacatecas.

## Treść
W miasteczku Bannock dochodzi do pijackiej awantury, którą urządza grupa ranczerów pracująca dla Vincenta Bronsona z sąsiedniej miejscowości Sabbath. Podczas strzelaniny przypadkowo ginie starszy mężczyzna. Szeryf Bannock, nieugięty Jared Maddox wyrusza do Sabbath, by aresztować winnych tego zajścia ludzi zamożnego Vincenta Bronsona. Okazuje się, że nie może liczyć na pomoc tamtejszego szeryfa i dawnego przyjaciela Cottona Ryana, ani mieszkańców. Wraz ze swym burmistrzem są oni uzależnieni od Bronsona, który jako najbogatszy i wpływowy ranczer, ma pod swą kontrolą całą okolicę. Dochodzi do nieuchronnej konfrontacji między Maddoxem a kompanami Bronsona.

## Obsada
- Burt Lancaster - szeryf Jared Maddox z Bannock
- Robert Ryan - szeryf Cotton Ryan z Sabbath
- Lee J. Cobb - Vincent Bronson
- Albert Salmi - Harvey Stenbaugh, główny pomocnik Bronsona
- Robert Duvall - Vernon Adams, ranczer
- J. D. Cannon - Hurd Price, ranczer
- Sheree North - Laura Shelby, dawna kochanka Maddoxa związana z Pricem
- Richard Jordan - Crowe Wheelwright, kowboj, pracownik Bronsona
- William C. Watson - Choctaw Lee, kowboj Bronsona
- Ralph Waite - Jack Dekker, kowboj Bronsona
- John Beck - Jason syn Bronsona
- Joseph Wiseman - Lucas
- Walter Brooke - Luther Harris, sklepikarz
- John McGiver - burmistrz Sam Bolden
- Robert Emhardt - Hersham
- Charles Tyner - pastor
- Lou Frizzell - Cobden
- Richard Bull - Dusaine, notariusz
- John Hillerman - Totts
- Hugh McDermott - L.G. Moss
- Roy Engel - barman